# Erethistoides pipri
Erethistoides pipri és una espècie de peix de la família Erethistidae i de l'ordre dels siluriformes.

## Morfologia
- Els mascles poden assolir 3 cm de longitud total.[2][3]

## Hàbitat
És un peix d'aigua dolça i de clima tropical.

## Distribució geogràfica
Es troba a Àsia: rius Rihand a Uttar Pradesh i Sone a Bihar (l'Índia).